# Hipparchia serrula
Hipparchia serrula är en fjärilsart som beskrevs av Hans Fruhstorfer 1908. Hipparchia serrula ingår i släktet Hipparchia och familjen praktfjärilar. Inga underarter finns listade i Catalogue of Life.